# Onithochiton helenae
Onithochiton helenae is een keverslakkensoort uit de familie van de Chitonidae. De wetenschappelijke naam van de soort is voor het eerst geldig gepubliceerd in 1933 door Mackay.